# Call of Duty 2
Call of Duty 2 – gra komputerowa z gatunku strzelanek pierwszoosobowych w realiach II wojny światowej, wyprodukowana przez studio Infinity Ward i wydana przez Activision. Jej premiera na komputery osobiste odbyła się 25 października 2005 roku, a na konsolę Xbox 360 – 22 listopada 2005 roku. Jest to kontynuacja gry Call of Duty i druga część serii.
W Call of Duty 2 gracz wciela się w czterech żołnierzy: radzieckiego szeregowca Wasilija Kozłowa, brytyjskiego sierżanta Johna Davisa, brytyjskiego czołgistę Davida Welsha i amerykańskiego kaprala Billa Taylora. Akcja gry toczy się w latach 1941–1945 i obejmuje między innymi walki o Stalingrad, bitwę pod El Alamein oraz operację Overlord. W stosunku do poprzedniej części serii wprowadzono zmiany takie jak unowocześniona oprawa graficzna oraz system leczenia poprzez odpoczynek i punktów kontrolnych.
Podobnie jak poprzednia gra z serii, Call of Duty 2 została pozytywnie przyjęta przez recenzentów. Chwalono intensywną rozgrywkę, większą niż w pierwowzorze swobodę działań i szczegółową oprawę graficzną, natomiast kontrowersje wzbudziły brutalność gry oraz zmiany w rozgrywce.

## Fabuła

### Bohaterowie
Podczas kampanii jednoosobowej gracz obejmuje kontrolę łącznie nad czterema postaciami z perspektywy pierwszej osoby. Pierwszym bohaterem jest radziecki szeregowy Wasilij Kozłow z 13 Dywizji Gwardyjskiej, biorący udział w bitwie pod Moskwą i obronie Stalingradu. Druga grywalna postać to brytyjski sierżant John Davis z 7 Dywizji Pancernej, uczestniczący w zmaganiach wojennych w Afryce oraz bitwie o Caen. Trzeci bohater kampanii to brytyjski dowódca czołgu David Welsh, odgrywający w grze epizodyczną rolę. Ostatnia postać kierowana przez gracza to kapral Bill Taylor z 2 Batalionu Rangerów, który uczestniczy w bitwie o Pointe du Hoc oraz potyczkach na terenie Francji i Niemiec.
W czasie rozgrywki jednoosobowej graczowi towarzyszą bohaterowie niezależni. W kampanii radzieckiej do ważniejszych postaci należą komisarz Letlew, który prowadzi szkolenie Kozłowa podczas bitwy pod Moskwą oraz porucznicy Leonow i Wolski, którzy dowodzą postacią gracza przez całą kampanię. W walkach po stronie brytyjskiej główną rolę odgrywa kapitan Price, dowódca oddziału Davisa, który pojawił się w pierwszej części serii. Jego protegowanym jest szeregowy MacGregor. Podczas kampanii amerykańskiej najważniejszym bohaterem niezależnym jest sierżant Randall, kierujący oddziałem Taylora.

### Streszczenie

#### Kampania radziecka
Gra rozpoczyna się szkoleniem bohatera kampanii, szeregowego Wasilija Kozłowa, podczas bitwy pod Moskwą w grudniu 1941 roku. Podczas obrony Kozłow niszczy pojazd Panzerwerfer ostrzeliwujący pozycje obronne Sowietów. Następnie akcja gry przenosi się do 2 grudnia 1942 roku w Stalingradzie, kiedy Sowieci organizują obronę przed atakiem Niemców na radzieckie umocnienia. Uderzenie zostaje odparte, po czym Sowieci docierają do wrogiego sztabu, w którym skrył się garnizon niemiecki i wysadzają go w powietrze.
Następna misja kampanii rozpoczyna się 8 grudnia 1942 roku w Stalingradzie. Kozłow dostaje zadanie naprawienia kabla telefonicznego łączącego jego jednostkę z innym oddziałem, po czym podczas walk ulicznych niszczy czołgi PzKpfw II za pomocą bomb przylepnych. Tego samego dnia oddziały radzieckie przejmują kontrolę nad stacją kolejową. Kontratak Niemców z użyciem sił opancerzonych zostaje powstrzymany.
Ostatnia misja kampanii w Stalingradzie zaczyna się 15 grudnia 1942 roku. Wówczas Sowieci szturmują śródmieście i niszczą niemieckie składy zaopatrzeniowe. Następnie zajmują w wyniku walk ulicznych ratusz. Kozłow zabija wrogiego strzelca wyborowego, a oddziały radzieckie zajmują pozycje obronne w budynku, który atakuje piechota niemiecka. Sowieci utrzymują pozycje do czasu przybycia posiłków.

#### Kampania brytyjska
Kampania brytyjska rozpoczyna się 29 grudnia 1942 roku pod El Alamein w Egipcie. Wówczas sierżant John Davis wraz z innymi żołnierzami dowodzonymi przez kapitana Price’a dokonuje rajdu na skład zaopatrzenia sił Afrika Korps. Brytyjczycy niszczą beczki z paliwem oraz składy amunicji. Tego samego dnia odpierają atak na zajęte przez siebie pozycje, przywołując wsparcie brytyjskiej artylerii.
3 listopada 1942 roku oddziały brytyjskie wsparte przez siły opancerzone atakują umocnione pozycje niemieckie pod El Alamein. Davis po przejściu przez luki w polu minowym eliminuje wrogie stanowiska dział przeciwpancernych i karabinów maszynowych, po czym Brytyjczycy zajmują budynek radiostacji. 6 listopada siły brytyjskie atakują nadmorską miejscowość El Daba, likwidując przybrzeżne działa przeciwpancerne i przejmując wrogi sztab, po czym zajmują doki.
W styczniu 1943 roku dowódca czołgu David Welsh bierze udział w ofensywie pancernej w Libii. Czołgi Mk VI Crusader niszczą siły pancerne przeciwnika. Potem gracz ponownie przejmuje kontrolę nad Davisem, biorącym udział w natarciu Brytyjczyków na wioskę Toujane w Tunezji. Siły brytyjskie wkraczają do miasta 10 marca. Jednakże żołnierze brytyjscy zostają otoczeni – wówczas Davis wraz z kapitanem Price’em i sierżantem MacGregorem odjeżdża z miasta w wozie pancernym.
11 marca 1943 roku żołnierze brytyjscy ponawiają atak na Toujane. Wówczas Davis likwiduje załogi karabinów maszynowych MG 42 i dział 88 mm. 30 marca siły brytyjskie atakują miasto Matmata, jednak wpadają w zasadzkę sił niemieckich. Brytyjczycy mimo to oczyszczają drogę do miasta, a Davis eliminuje nadciągające lotnictwo Niemców za pomocą działka przeciwlotniczego.
Ostatnia misja kampanii rozpoczyna się 11 czerwca 1944 roku w Caumont we Francji. Brytyjczycy zdobywają miasto, po czym napotykają rannych jeńców amerykańskich. MacGregor transportuje ich ciężarówką w bezpieczniejsze miejsce. Nazajutrz Brytyjczycy zdobywają miasto Anctoville, jednak podczas natarcia natrafiają na czołg Tygrys. Davis niszczy niemiecki czołg. Tego samego dnia żołnierze brytyjscy oczyszczają z Niemców miejscowość St. Louen, gdzie Davis niszczy kolejny czołg Tygrys. 14 czerwca Brytyjczycy likwidują pozycje moździerzy w Amayé-sur-Seulles, po czym odpierają kontratak Niemców.

#### Kampania amerykańska
Kampania amerykańska rozpoczyna się 6 czerwca 1944 roku, gdy oddziały specjalne US Rangers atakują przyczółek na Pointe du Hoc. Kapral Bill Taylor przedostaje się przez silnie strzeżone umocnienia, po czym wraz z innymi żołnierzami likwiduje działa polowe i załogi bunkrów. Kontratak Niemców spycha obronę amerykańską do granic klifu, jednak wsparcie powietrzne powstrzymuje niemieckie uderzenie. 14 lipca Amerykanie zdobywają w walkach ulicznych miejscowość Beaumont-Hague, a załogi wrogich moździerzy zostają wyeliminowane.
5 grudnia 1944 roku rangerzy rozpoczynają atak na pozycje artylerii niemieckiej na wzgórzu nr 400. W tym celu najpierw zdobywają miejscowość Bergstein w Niemczech. Nazajutrz atakują bunkry usytuowane na wzgórzu, likwidując jego załogi oraz niszcząc bombardujące Bergstein moździerze. 8 grudnia przybywa odsiecz niemiecka, która zostaje powstrzymana przez żołnierzy amerykańskich.
24 marca 1945 roku Taylor wraz z rangerami dokonuje desantu na miejscowość Wallendar po drugiej stronie Renu. Amerykanie przeprawiają się przez rzekę, likwidują działa przeciwpancerne ostrzeliwujące siły desantowe, po czym Taylor wysadza w powietrze dwa czołgi Tygrys broniące dostępu do śródmieścia.

## Rozgrywka
W Call of Duty 2 gracz obejmuje kontrolę nad jednym z żołnierzy piechoty walczących na frontach II wojny światowej. Cele do wykonania są oznaczone przez kompas. Kierowany przez gracza bohater może biec, kucać i czołgać się, jak również wychylać się zza osłon i przeskakiwać przez niewielkie przeszkody.
W grze żołnierz może być uzbrojony w dwa rodzaje broni palnej oraz granaty odłamkowe i dymne. W celu poprawy celności można namierzać wrogów przez przyrządy celownicze. W przypadku celowania przez lunetę z karabinu wyborowego drgania rąk uniemożliwiają trafienie, dlatego dostępne jest chwilowe wstrzymanie oddechu, które stabilizuje celownik. Podczas walki w zwarciu można uderzyć przeciwnika kolbą broni.
Wprowadzono zasadnicze zmiany w sposobie rozgrywki w stosunku do pierwszej części serii. Zmieniony został system leczenia bohatera – w przypadku gdy żołnierz gracza odniesie poważne obrażenia, słyszalne jest pulsowanie serca, a ekran ma czerwoną otoczkę. Leczenie następuje nie po zebraniu apteczki, lecz podczas odpoczynku w bezpiecznym miejscu. Usunięto ponadto możliwość zapisywania gry w określonym momencie; automatyczny zapis rozgrywki następuje po dotarciu do punktu kontrolnego lub wykonaniu zadania.
Podczas misji gracz współpracuje z komputerowymi żołnierzami posiadającymi sztuczną inteligencję. Potrafią się oni porozumiewać i informować dokładnie o położeniu wroga. Komputerowi wrogowie potrafią zastępować zabitych towarzyszy na stanowiskach karabinów maszynowych, a także rzucać licznymi granatami w stronę gracza i zabezpieczać własne pozycje przed oskrzydleniem.
Tryb gry jednoosobowej dzieli się na trzy kampanie: radziecką, brytyjską i amerykańską. Kolejne misje kampanii odblokowują się w porządku chronologicznym, na przykład po ukończeniu misji radzieckiej z 1941 roku staje się dostępna kampania brytyjska i bitwa pod El Alamein z 1942 roku. Gracz ma swobodę wyboru misji. Oprócz misji ofensywnych, w których gracz atakuje pozycje wroga, są takie, w których należy obronić ważne punkty strategiczne do czasu przybycia posiłków. W niektórych misjach gracz wciela się nie w żołnierza piechoty, ale w dowódcę czołgu.
Tryb gry wieloosobowej jest podzielony na tryby: Deathmatch, Team Deathmatch, Capture the Flag, Search & Destroy i Headquarters. Search & Destroy polega na tym, że jedna drużyna ma za zadanie zniszczyć wrogie obiekty, podczas gdy druga ich broni. Natomiast w trybie Headquarters dwie przeciwne strony dostają zadanie przejęcia określonego terenu i postawieniu na nim sztabu, co powoduje naliczanie punktów na korzyść posiadacza. Wygrywa drużyna, która zdobędzie określoną liczbę punktów.
W Call of Duty 2 oprócz rodzajów broni znanych z poprzedniej części występują nowe, takie jak karabin Gewehr 43, karabin SWT-40 i granatnik Panzerschreck. Nowością stały się granaty dymne, służące do maskowania działań żołnierzy.

## Tworzenie
7 kwietnia 2005 roku przedsiębiorstwo Activision ogłosiło rozpoczęcie prac nad kontynuacją gry Call of Duty. Kolejna gra z serii wymagała większego wysiłku od twórców – w związku z tym tworzące grę studio Infinity Ward zwiększyło swe zatrudnienie z 25 do 75 ludzi. Budżet gry wyniósł 14,5 miliona dolarów amerykańskich i był dwukrotnie większy niż w przypadku poprzedniej gry z serii.
Twórcom gry zależało na realistycznym ukazaniu miejsc walk. W tym celu pracownicy studia odbyli wycieczki do Afryki Północnej i Francji, jak również zasięgnęli informacji z filmów dokumentalnych autorstwa kanału telewizyjnego History Channel. Do prac nad grą zaangażowano doradców wojskowych Johna Hillena i Hanka Kierseya. Na potrzeby gry stacja telewizyjna Military Channel stworzyła przerywniki filmowe między misjami, opisujące działania na frontach II wojny światowej. Twórcy gry napisali do niej ponad 20 tysięcy linii dialogowych.

### Silnik gry
Call of Duty działa na stworzonym na potrzeby gry silniku IW engine. Obsługuje on mapowanie normalnych, metodę energetyczną, shadery i efekty cząsteczkowe, które umożliwiły zastosowanie granatów dymnych w taktyce gracza. Silnik gry charakteryzuje się dopracowanymi animacjami postaci.

### Udźwiękowienie
Na udźwiękowienie Infinity Ward wydał osiem procent budżetu. Część twórców gry pojechała do stanu Arizona, gdzie testowała różne rodzaje broni i nagrywała ich dźwięki. Gra obsługuje dźwięk przestrzenny i głośniki 5.1. Muzykę do Call of Duty 2 stworzył kompozytor Graeme Revell.

## Wydanie gry
Gra została pokazana na targach E3 w maju 2005 roku. Pokazany został wtedy etap lądowania na Pointe du Hoc. Gra zebrała wówczas pochwały za oprawę graficzną i dynamikę rozgrywki.
26 września 2005 roku ukazała się wersja demonstracyjna Call of Duty 2, która zawierała etap w El Daba, natomiast 25 października gra w wersji na komputery osobiste została wydana w pełnej wersji w sklepach amerykańskich. Komputerowa wersja została opublikowana 31 października w Niemczech, 2 grudnia – w Rosji, a 24 marca 2006 roku – w Japonii. 22 grudnia 2005 roku w USA wydana została edycja na konsolę Xbox 360. Polska wersja językowa gry została opublikowana 9 grudnia 2005 roku na komputery osobiste, natomiast 17 listopada 2006 roku – na Xboksa 360. 11 kwietnia 2006 roku ukazała się poprawka do trybu gry wieloosobowej, która dodawała dwie nowe mapy oraz zabezpieczenie przed oszustwami Punkbuster. W maju 2006 Aspyr Media wydało wersję gry na platformę Macintosh.
Wraz z Call of Duty 2 wydano specjalną edycję kolekcjonerską, która zawierała między innymi jej zwiastuny, szkice postaci i lokacji w grze oraz wywiady z twórcami. 22 września 2006 roku Call of Duty 2 znalazła się wraz z Call of Duty i Call of Duty: United Offensive w reedycji Call of Duty: War Chest na komputery osobiste. 10 kwietnia 2009 roku Licomp Empik Multimedia ponownie wydał Call of Duty 2 na komputery osobiste w ramach taniej serii Best of Activision. 8 czerwca 2010 roku gra wraz z Call of Duty: World at War i Call of Duty 3 weszła w skład pakietu Call of Duty: The War Collection na Xboksa 360.

## Odbiór gry

### Wersja na komputery osobiste
Wersja Call of Duty na komputery osobiste została pozytywnie przyjęta przez recenzentów, osiągając według agregatora GameRankings średnią wynoszącą około 88% maksymalnych ocen. Chwalono szczegółową oprawę graficzną i animacje, choć różnie oceniano jej jakość – Joe Dodson z portalu Game Revolution twierdził, że grafika jest fotorealistyczna, natomiast Tom McNamara ocenił ją na słabszą od występującej w grze F.E.A.R. Z tą opinią zgodził się Sal Accardo z portalu GameSpy, a Bob Colayco z portalu GameSpot stwierdził, że tekstury tracą szczegółowość po zbliżeniu do nich. Garnett Lee z portalu 1UP.com chwalił szczególnie efekty cząsteczkowe takie jak padający śnieg czy dym. Tom Orry negatywnie jednak ocenił fakt, że ceną za wysokiej jakości oprawę wizualną były wysokie wówczas wymagania sprzętowe. Pochwały zebrała też oprawa dźwiękowa oraz dialogi.
Kontrowersje wzbudziła natomiast sama rozgrywka. Joe Dodson skrytykował grę za to, że ze względu na wysoką brutalność, charakteryzującą się naturalistycznymi scenami śmierci żołnierzy, gra zamienia się w prymitywną sieczkę i nie ma głębi takich shooterów jak Brothers in Arms: Road to Hill 30 i Call of Duty 2: Big Red One. Tom McNamara natomiast stwierdził, że Call of Duty 2 ze względu na brak rozczłonkowania żołnierzy po wybuchach nie jest brutalna. Zauważył, że gra podobnie jak jej pierwowzór ma linearną strukturę, którą jednak wynagradza intensywność akcji. Sal Accardo twierdził, że gra jest bardziej swobodna od Call of Duty, gdyż w kilku etapach można określić kolejność zdobywania budynków wroga. Pozytywnie ocenił charakteryzujący się intensywnością etap w Pointe du Hoc. Bob Colayco pochwalił nowy system regeneracji zdrowia, twierdząc że gracz może się dzięki niemu skoncentrować na walce. Kontrowersje wzbudziła także sztuczna inteligencja – Joe Dodson skrytykował ją za bierność wobec działań gracza, z kolei jej zachowanie pochwalił Jakub Wojnarowicz z portalu FiringSquad. Tom Orry pozytywnie ocenił grę za zdolność żołnierzy do informowania o położeniu wroga.
Przy zestawieniu najlepszych gier wszech czasów w roku 2008 Maciej Kuc z pisma „CD-Action” stwierdził, że Call of Duty 2 była w swoim czasie realizacyjnym majstersztykiem, który stanowił niedościgniony wzór dla innych wojennych shooterów w realiach II wojny światowej.

### Wersja na Xboksa 360
Konsolowa wersja Call of Duty 2 również zyskała pozytywne oceny wśród recenzentów, osiągając według GameRankings średnią wynoszącą około 90% maksymalnych ocen. Garnett Lee pisał, że w Call of Duty gra się bardziej intuicyjnie przy użyciu konsolowego gamepada niż na komputerowej klawiaturze i myszy. Tę samą opinię wyraził Will Tuttle z portalu GameSpy. Bob Colayco chwalił interfejs gry na Xboksa 360 i oprawę graficzną, zwłaszcza na telewizorze o wysokiej rozdzielczości. Douglass C. Perry z IGN-u ocenił Call of Duty 2 jako jedną z najlepiej wyglądających gier na Xboksa 360. Dale Nardozzi ze strony TeamXbox stwierdził, że wersja konsolowa wygląda lepiej od komputerowej.
Krytycy byli mniej jednogłośni przy ocenie trybu gry wieloosobowej. Joe Dodson skrytykował grę za to, że umożliwia on na konsolach rozgrywki tylko do 8 osób na jednej mapie (w przypadku wersji komputerowej limit ten wynosi 32 osoby). Garnett Lee natomiast ocenił grę wieloosobową pozytywnie, twierdząc że walki w niej są intensywne. Bob Colayco pochwalił tryb gry na podzielonym ekranie, w którym grać mogą najwyżej cztery osoby, ale zaznaczył, że nie rekompensuje to niskiego limitu graczy na mapie.

### Nagrody i sprzedaż
Call of Duty 2 uzyskała rekomendacje serwisów GameSpy, IGN i TeamXbox. Ponadto zdobyła nagrodę stacji Spike TV w kategorii Best Military Game (Najlepsza gra wojskowa). Pozytywny odbiór gry przez krytyków został potwierdzony sukcesem komercyjnym – w listopadzie 2005 roku Call of Duty 2 była najczęściej kupowaną grą na komputery osobiste i Xboksa 360. Do lipca 2006 roku gra na Xboksa 360 sprzedała się w liczbie 1,4 miliona egzemplarzy, przy czym 77% egzemplarzy tej konsoli zakupiono wraz z Call of Duty 2. W Polsce do listopada 2009 gra ogólnie została sprzedana w liczbie ponad 75 tysięcy egzemplarzy.

## Inne edycje

### Call of Duty 2: Big Red One
Wraz z Call of Duty 2 została wydana gra Call of Duty 2: Big Red One przeznaczona dla konsol PlayStation 2, Xbox i GameCube, zawierająca kampanię opisującą losy amerykańskiej 1. Dywizji Piechoty. Grę wyprodukowało studio Treyarch, a Big Red One od wersji na PC i Xboksa 360 różni się niższej jakości oprawą graficzną oraz inną fabułą. Jej premiera odbyła się 1 listopada 2005 roku.

### Wersje mobilne
5 stycznia 2006 roku ukazała się wersja Call of Duty 2 przeznaczona na telefony komórkowe, wyprodukowana przez Hands-On Mobile. Jest ona shooterem z widokiem z lotu ptaka. 30 stycznia 2007 pojawiła się wersja gry na Pocket PC, wyprodukowana przez Aspyr Media.